# Sugarbowl-Grizzly Den Park and Protected Area
Das Sugarbowl-Grizzly Den Park and Protected Area sind zwei zusammenhängende Schutzgebiete, der Provincial Park Sugarbowl-Grizzly Den Park und das Naturschutzgebiet besonderer Art Sugarbowl-Grizzly Den Protected Area, im zentralen Osten der kanadischen Provinz British Columbia, an der nördlichen Route des Trans-Canada Highways.

## Anlage
Die beiden Schutzgebiete liegen etwa 75 Kilometer östlich von Prince George bzw. etwa 20 Kilometer nordwestlich von Tête Jaune Cache am Highway 16, der ein Teil des Yellowhead Highways ist. Sie liegen dabei im Fraser-Fort George Regional District. Der Provinzpark hat dabei eine Fläche von etwa 22.529 Hektar (ha) und das Schutzgebiet besonderer Art hat eine Fläche von etwa 2.227 ha.
Das Gebiet liegt im Norden der Cariboo Mountains und reicht nach Norden bis an den Fraser River. Im nordwestlichen Abschnitt, welcher als Grand Canyon of the Fraser bezeichnet wird, gehört auch ein kleiner Bereich nördlich des Flusses zum Park. Das Gebiet zwischen dem Fluss und dem Highway 16 ist relativ flach und gehört zum größten Teil zum Provinzpark. Südlich des Highways beginnt der Anstieg in die Berge der Cariboo Mountains. Südlich des Highway liegt ein in Ost-West-Richtung verlaufender Höhenzug um den 1838 m hohen Sugarbowl Mountain. Anschließend folgt ein Hochtal und dann ein zweiter in Ost-West-Richtung verlaufender Höhenzug, diesmal um den über 1880 m hohen Raven Peak.  Während die Höhenzüge zum Provinzpark gehören, gehört das Hochtal zum Protected Area.
Bei beiden Schutzgebieten handelt es sich um Schutzgebiete der IUCN-Kategorie II (Nationalpark).

## Geschichte
Der Provinzpark wurde am 29. Juni 2000, zusammen mit einer Gruppe von insgesamt 30 der Provincial Parks in British Columbia, eingerichtet. Das Schutzgebiet wurde am 25. Januar 2001 eingerichtet.
Wie jedoch bei fast allen Provinzparks in British Columbia gilt auch für diesen, dass er lange bevor die Gegend von europäischen Einwanderern besiedelt oder sie Teil eines Parks wurde, sie Siedlungs- und/oder Jagd-/Fischereigebiet verschiedener Stämme der First Nations, hier der zu den Dakelh zählenden Lheidli T’enneh, war.

## Flora und Fauna
Mit dem Biogeoclimatic Ecological Classification (BEC) Zoning System wird das Ökosystem von British Columbia in verschiedene biogeoklimatische Zonen eingeteilt. Biogeoklimatische Zonen zeichnen sich durch ein grundsätzlich identisches oder sehr ähnliches Klima sowie gleiche oder sehr ähnliche biologische und geologische Voraussetzungen aus. Daraus resultiert in den jeweiligen Zonen dann grundsätzlich auch ein sehr ähnlicher Bestand an Pflanzen und Tieren. Innerhalb dieser Systematik wird der Park auf Grund seiner Lage verschiedenen Zone, der Interior Cedar—Hemlock (ICH) (ICHvk2), der Engelmann Spruce—Subalpine Fir (ESSF) (ESSFwk1), der Alpine Tundra (AT) (ATunp) und der Sub-Boreal Spruce (SBS) (SBSvk), zugeordnet.
Obwohl im Bereich der heutigen Schutzgebiete bis Ende des 20. Jahrhunderts Forstwirtschaft betrieben wurde, finden sich noch Bereiche des als old-growth forest bezeichneten Primärwaldes in dem dann hauptsächlich Riesen-Lebensbäume, Westamerikanische Hemlocktannen und Engelmann-Fichten wachsen. Außerdem sind die Schutzgebiete unter anderem Lebensraum für Karibus und Grizzlybären.

## Benachbarte Parks
Die nächstgelegenen Provincial Parks sind, in Richtung Westen entlang dem Highway 16, der Purden Lake Provincial Park, in Richtung Südosten der Ancient Forest/Chun T’oh Whudujut Provincial Park.